# Matapan (moneta)
Matapan, matapan ili matapane bio je mletački srebrni groš.
Ime je dobio prema rtu Matapanu na jugu Balkana, u Moreji (Peloponezu), koji su posjedovali Mletci nakon 4. križarskog rata 1204. godine.
Prvi je novac u talijanskim krajevima koji je bio groševske vrste. Početci kovanja ovog novca sežu u 1202. godinu za duždevanja Enrica Dandola. Tijekom idućih dvaju stoljeća bio je iskovan u velikoj količini što utjecalo na financijske sustave u susjednim zemljama na istoku i na Apeninskom poluotoku, pa se uskoro kovao slični novac u inim državama na Apeninskom poluotoku, u Bizantu, Bosni i Srbiji (ciparski srebrni groš, srebrni groš bugarskog cara Ivana Asena II., srebrni groš matapanskoga tipa srpskog kralja Milutina...).
Imao je masu od 2,178 grama. Na licu je bio iskovan lik Isusa Krista na prijestolju, a na naličju bio je iskovan lik sv. Marka koji daje zastavu u ruke duždu. 
Prvotno je vrijedio 12 denara ili 26 pikola. 